# Ревдольган
Ревдольган (калм. Ревдольган) — посёлок в Яшкульском районе Калмыкии, в составе Гашунского сельского муниципального образования.
Население - 105 (2010)

## Этимология
Название села является калькой с русского языка и имеет символическое значение: Ревдольган - рев от революционный; дольган - «волна»

## История
Дата основания посёлка не установлена. В 1941 году на месте современного посёлка существовала овцеводческая товарная ферма (ОТФ), относившаяся к располагавшемуся на месте современного посёлка Гашун овцеводческому совхозу "Ревдольган" (Можно предположить, что впоследствии название было перенесено на ферму бывшего совхоза "Ревдольган").
28 декабря 1943 года калмыцкое население было депортировано. Посёлок, как и другие населённые пункты Черноземельского улуса Калмыцкой АССР, был передан в состав Астраханской области.
Калмыки начали возвращаться в 1956-57 годах после снятия ограничений по передвижению. В 1957 году посёлок включён в состав вновь образованной Калмыцкой АО (с 1958 года - Калмыцкая АССР).

## География
Посёлок расположен в пределах Прикаспийской низменности, являющейся юго-восточной частью Восточно-Европейской равнины, на восточном берегу озера Большой Капитан, на высоте 2 метра ниже уровня моря. Рельеф местности равнинный, местами осложнённый формами микрорельефа - бугорками, западинами и т.п.. Почвенный покров комплексный: распространены бурые солонцеватые почвы и солонцы (автоморфные)
По автомобильным дорогам расстояние до столицы Калмыкии города Элиста составляет 72 км, до районного центр посёлка Яшкуль - 27 км, до административного центра сельского поселения посёлка Гашун - 1 км.
Часовой пояс
Ревдольган, как и вся Республика Калмыкия, находится в часовой зоне МСК (московское время). Смещение применяемого времени относительно UTC составляет +3:00.

## Население
| 2002 | 2010 |
| ---- | ---- |
| 86   | ↗105 |

Национальный состав
Согласно результатам переписи 2002 года большинство населения посёлка составляли калмыки (93 %)